# دی. جی. مک‌هیل
دی. جی. مک‌هیل (انگلیسی: D. J. MacHale؛ ۱۱ مارس ۱۹۵۶) یک کارگردان، تهیه‌کننده اجرایی و نویسنده اهل ایالات متحده آمریکا بود.

## گزیدهٔ آثار

### فیلم‌نامه
- آیا از تاریکی هراس دارید؟

### کتاب
مجموعه کتب ده‌گانه‌ی پندراگن: Pendragon
- تاجر مرگ (ترجمه‌ی ویدا اسلامیه)
- فار، شهر گمشده (ترجمه‌ی ویدا اسلامیه)
- دنیای بدون جنگ (ترجمه‌ی نازنین جلوه‌نژاد)
- ویروس واقعیت (ترجمه‌ی ویدا اسلامیه)
- آب سیاه (ترجمه‌ی ویدا اسلامیه)
- رودهای زادا (ترجمه‌ی ویدا اسلامیه)
- بازی‌های کوییلن (ترجمه‌ی حسین شهرابی)
- جنگجویان راینه (ترجمه‌ی حسین شهرابی)
- آرمانشهر کلاغ (ترجمه‌ی حسین شهرابی)
- سربازان هالا (ترجمه‌ی حسین شهرابی)

مجموعه کتب سه‌گانه‌ی جاده‌ی مورفیوس: Morpheus Road
- روشنی (ترجمه‌ی حسین شهرابی و مینا طالبی‌لی)
- سیاهی (ترجمه‌ی حسین شهرابی)
- خونزار (ترجمه‌ی حسین شهرابی)